# Domingo Pimentel Zúñiga
Domingo Pimentel Zúñiga (Benavente, 3 de outubro de 1584 - Roma, 2 de dezembro de 1653) foi um cardeal do século XVII

## Biografia
Nasceu em Benavente em 3 de outubro de 1584. Irmão do Bispo Enrique Pimentel Zúñiga de Cuenca (1574-1643). Foi o 4º filho do 8º conde de Benavente. Seu nome de batismo era Rodrigo.
Entrou na Ordem dos Pregadores; professou muito jovem no convento de Santa Cruz, Segóvia, 1603; adotou o nome de Domingo; estudou artes e teologia no Colegio de S. Gregorio, Valladolid; em 1606 foi para o convento de Benavente.
Ordenado (nenhuma informação encontrada). Professor no Colégio de Santo Tomás Ávila. Prior do convento de Segóvia. Duas vezes reitor do Colegio San Gregorio, Valladolid, 1618 e 1624. Provincial de sua Ordem na Espanha, 1623. Reitor e posteriormente regente da Universidade de Alcalá de Henares.
Eleito bispo de Osma, 2 de outubro de 1630. Consagrado, 25 de maio de 1631, convento da Encarnación, das Agostinianas Descalças, Madrid, por seu irmão, Enrique Pimentel Zúñiga, bispo de Cuenca, auxiliado por Juan Bravo Lagunas, OSA, ex-bispo de Ugento, e por Julián Alvear, bispo titular de Siria, auxiliar de Toledo. Transferido para a sé de Córdoba em 18 de julho de 1633. O rei Filipe IV da Espanha enviou-o a Roma como embaixador do clero; permaneceu no cargo até 1635. Promovido à sé metropolitana de Sevilha, em 19 de julho de 1649..
Criado cardeal sacerdote no consistório de 19 de fevereiro de 1652. Embaixador da Espanha junto à Santa Sé. Renunciou ao governo da arquidiocese de Sevilha, em 2 de dezembro de 1652. Recebeu o barrete vermelho e o título de S. Silvestro in Capite, em 23 de junho de 1653..
Morreu em Roma em 2 de dezembro de 1653, às 5h. Exposto e sepultado na igreja de S. Maria sopra Minerva, Roma.